# Amtshauptmannschaft Erlangen
Das Amtshauptmannschaft Erlangen war eines von den 13 Verwaltungsgebieten des Fürstentums Bayreuth. Sie wurde 1708 gebildet. Ab 1791/92 wurde das Fürstentum Bayreuth vom preußischen Staat als Ansbach-Bayreuth verwaltet. Damit ging die Amtshauptmannschaft Erlangen in den Erlanger Kreis auf.

## Lage
Die Amtshauptmannschaft Erlangen grenzte im Westen an das bambergische Centamt Herzogenaurach, im Norden und Osten an das Oberamt Baiersdorf, im Süden an die Reichsstadt Nürnberg und im Südosten an das brandenburg-ansbachische Oberamt Cadolzburg.

## Struktur
Der Fraischbezirk erstreckte sich lediglich auf Erlangen und Alterlangen. Die grundherrlichen Ansprüche wurden vom Kastenamt Erlangen und dem Klosteramt Frauenaurach verwaltet.

### Kastenamt Erlangen
Das Kastenamt Erlangen war nur in Erlangen begütert.

### Klosteramt Frauenaurach
Das Klosteramt Frauenaurach verwaltete den Besitz des Klosters Frauenaurach, das im 16. Jahrhundert säkularisiert wurde.
Das Klosteramt Frauenaurach hatte grundherrliche Ansprüche in folgenden Orten:
Bonersberg, Bremenhof, Bruck, Burghaslach, Dietersdorf, Fetzelhofen, Lauf, Leutenbach, Mailach, Mittelehrenbach, Möhrendorf, Neunkirchen am Brand, Oberehrenbach, Ochsenschenkel, Regelsbach, Reinersdorf, Schallershof, Sechselbach, Zentbechhofen.